# Yllenus bajan
Yllenus bajan är en spindelart som beskrevs av Prószynski 1968. Yllenus bajan ingår i släktet Yllenus och familjen hoppspindlar. Inga underarter finns listade i Catalogue of Life.